# 3-я Тверская-Ямская улица
3-я Тверска́я-Ямска́я у́лица — улица в Центральном административном округе города Москвы на территории Тверского района. Улица начинается от Оружейного переулка и упирается в Лесную улицу. Нумерация домов начинается от Оружейного переулка.

## Происхождение названия
Название XVI века дано по Тверской ямской слободе, которая появилась здесь ещё при Иване Грозном и сохранялась почти до конца XIX века. По имени Тверской ямской слободы назван ещё ряд улиц и переулков, отличаясь порядковыми номерами: 1-я Тверская-Ямская улица, 2-я Тверская-Ямская улица, 4-я Тверская-Ямская улица, 1-й Тверской-Ямской переулок, 2-й Тверской-Ямской переулок.

## История
Жившие в Тверской-ямской слободе, занимавшей большое пространство с обеих сторон от Тверской дороги, ямщики обеспечивали перевозку почты, пассажиров и грузов вначале по тракту Москва-Тверь, потом Москва-Санкт-Петербург. Слобода сохраняла свой характер до второй половины XIX века, но после окончания ямской гоньбы и строительства в 1870 году Смоленского (ныне Белорусского) вокзала началась активная застройка района Тверских-Ямских улиц. В старых справочниках Москвы, до XX века эта улица называется Ильинская.

## Здания и сооружения

### По нечётной стороне
- Дом номер 7, жилой дом, первое упоминание в справочнике «Вся Москва» Адресная и правовая книга. Тов-во А. С. Суворина 1897 год. Дом принадлежал семье Кокориных (Кокориныхъ) Егора,Ефима, Ив. Егоров., ямщик., Морозова Вас. Серг. ямщик.
- № 25 — жилой дом (1904, архитектор А. И. Чиликин).
- № 29/6 — жилой дом. 10 декабря 2014 года в рамках гражданской инициативы «Последний адрес» на доме установлена мемориальная табличка в память о жильце этого дома кооператоре Давиде Самуиловиче Гутермане[1], расстрелянного органами НКВД 3 ноября 1937 года[2] в период сталинских репрессий.

### По чётной стороне
- № 12 — шестиэтажный кирпичный жилой дом постройки 1926 года в стиле конструктивизма. В рамках гражданской инициативы «Последний адрес» на доме установлены мемориальные знаки с именами служащих П. Н. Кирсанова, А. А. Берзина и М. К. Ихновского, экономиста В. А. Губанова, партийного работника Е. В. Полюдова[3] и инженера О. И. Сукальского[4], расстрелянных органами НКВД в годы сталинских репрессий. В базе данных правозащитного общества «Мемориал» есть имена 21-го жильца этого дома, расстрелянного в годы террора[5]. Число погибших в лагерях ГУЛАГа не установлено.
- № 30/29, стр. 1, 3 — ансамбль доходных домов XIX—XX веков (1881, архитектор М. А. Днепровский; 1893, архитектор В. Ф. Жигардлович; 1901, архитектор С. М. Гончаров).
- № 48 — жилой дом, где с 2000 по 2019 год жил мэр Москвы Юрий Лужков (1936—2019). 10 декабря 2020 года на доме установлена мемориальная доска[6].
- № 50 — доходный дом А. Г. Щенникова (1912—1913, архитектор К. А. Дулин), реконструирован и надстроен в 1998 году с сохранением элементов прежней композиции.
- № 52 — жилой дом. Здесь прошли последние годы жизни (1989—1994) актёра Иннокентия Смоктуновского[7].
- № 56/6 — жилой дом, один из трёх сохранившихся на данный момент жилых домов в Москве 1820 года постройки. Изначально состоял из трех этажей, в 1968 году проведена полная реконструкция, надстроены четвёртый и пятый этажи.

## Интересные факты
Известный московский криминальный авторитет, лидер одной из крупнейших в столице Ореховской преступной группировки Сергей Тимофеев по кличке «Сильвестр» в сентябре 1994 года был взорван в своем автомобиле на 3-й Тверской-Ямской улице у банка, который находился в доме номер 46с1 ,